# Stazione di Soresina (SNFT)
Stazione di Soresina 1956-ban bezárt vasútállomás Olaszországban, Lombardia régióban, Soresina településen.

## Vasútvonalak
Az állomást az alábbi vasútvonalak érintették:
- Cremona-Iseo-vasútvonal

## Kapcsolódó állomások
A vasútállomáshoz az alábbi állomások vannak a legközelebb:
- Stazione di Annicco (Cremona-Iseo-vasútvonal, dél)
- Soresina Fermata railway halt (Cremona-Iseo-vasútvonal, észak)